# خلل التنسج الشعاعي
خلل التنسج الشعاعي، المعروف أيضًا باسم مضرب اليد الشعاعي أو النقص الطولي الشعاعي، هو اختلاف خلقي يحدث في الاتجاه الطولي ما يؤدي إلى انحراف شعاعي للمعصم وقصر الساعد. يمكن أن يحدث بطرق مختلفة، من شذوذ بسيط إلى الغياب التام للكعبرة والجانب الشعاعي من عظام الرسغ والإبهام. قد يكون نقص تنسج عظم العضد البعيدة موجودًا أيضًا ويمكن أن يؤدي إلى تصلب الكوع. الانحراف الشعاعي للرسغ ناتج عن نقص الدعم إلى الرسغ، وقد يتم تقوية الانحراف الشعاعي إذا كانت عضلات الساعد تعمل بشكل سيئ أو بها عمليات إدخال غير طبيعية. على الرغم من أن النقص الطولي الشعاعي غالبًا ما يكون ثنائيًا، لكن مدى التورط يكون غالبًا غير متماثل.
تتراوح نسبة الإصابة بين 1: 30.000 و1: 100.000 وغالبًا ما تكون طفرة متفرقة وليست حالة وراثية. في حالة وجود حالة وراثية، يُعرف ارتباط العديد من المتلازمات بخلل التنسج الشعاعي، مثل متلازمة هولت-أورام القلبية الوعائية، ومتلازمة فاكترل المعدية المعوية، وفقر دم فانكوني الدموي ومتلازمة تار. الأسباب المحتملة الأخرى هي إصابة قمة الأديم الظاهر القمي أثناء نمو الطرف العلوي، أو الضغط داخل الرحم، أو تعاطي الأم للمخدرات (الثاليدومايد).

## التصنيف
يتم تصنيف خلل التنسج الشعاعي من خلال نماذج مختلفة. يشتمل بعضها فقط على التشوهات المختلفة أو غياب نصف القطر، بينما يشتمل البعض الآخر أيضًا على تشوهات في عظام الإبهام والرسغ. يميز تصنيف باين وكلوغ أربعة أنواع مختلفة من خلل التنسج الشعاعي. تمت إضافة نوع خامس بواسطة غولدفارب وآخرون. وصف خلل التنسج الشعاعي بمشاركة عظم العضد. في هذا التصنيف تؤخذ الحالات الشاذة في نصف القطر وعظم العضد في الاعتبار. قام جيمس وزملاؤه بتوسيع هذا التصنيف من خلال تضمين أوجه القصور في عظام الرسغ بطول نصف قطر بعيد طبيعي كنوع 0 وتشوهات الإبهام المعزولة كنوع N.
- النوع N: شذوذ الإبهام المنعزل
- النوع 0: قصور في عظام الرسغ
- النوع الأول: نصف قطر قصير بعيد
- النوع الثاني: نصف قطر ناقص التنسج في صورة مصغرة
- النوع الثالث: نصف القطر البعيد الغائب
- النوع الرابع: نصف قطر كامل الغائب
- النوع الخامس: نصف القطر الغائب الكامل والمظاهر في عظم العضد القريب

يمكن أن يشير مصطلح نصف القطر الغائب إلى الأنواع الثلاثة الأخيرة.

## العلاج

### التجبير والتمديد
في حالات الانحراف الطفيف في الرسغ، قد يكون العلاج بالتجبير والشد وحده طريقة كافية في علاج الانحراف الشعاعي في RD. بالإضافة إلى ذلك، يمكن للوالد دعم هذا العلاج عن طريق أداء تمارين سلبية لليد. سيساعد ذلك على شد الرسغ وربما أيضًا تصحيح أي انكماش تمديد للكوع. علاوة على ذلك ، يتم استخدام التجبير كإجراء ما بعد الجراحة في محاولة لتجنب انتكاس الانحراف الشعاعي.

### المركزية
يمكن علاج الأنواع الأكثر شدة (النوعين الثالث والرابع من تصنيفات باين) من خلل التنسج الشعاعي بالتدخل الجراحي. الهدف الرئيسي من المركزية هو زيادة وظيفة اليد عن طريق وضع اليد على الزند البعيد، وتثبيت المعصم في وضع مستقيم. يمكن استخدام التجبير أو تشتيت الأنسجة الرخوة قبل المركزية. في التمركز الكلاسيكي، تتم إزالة الأجزاء المركزية من عظم الرسغ لإنشاء شق لوضع عظم الزند. هناك طريقة أخرى تتمثل في وضع مشط الإصبع الأوسط في خط مع عظم الزند باستخدام دبوس التثبيت.
إذا كانت الأنسجة الشعاعية ما تزال قصيرة جدًا بعد تمدد الأنسجة الرخوة، فيمكن استخدام طرق مختلفة للتلاعب بعظام الساعد لتمكين وضع اليد على عظم الزند. الأساليب الممكنة هي تقصير عظم الزند عن طريق استئصال جزء، أو إزالة عظام الرسغ. إذا كان الزند مثنيًا بشكل ملحوظ، فقد تكون هناك حاجة إلى قطع العظم لتقويم الزند. بعد وضع الرسغ في الموضع الصحيح، تنقل موسعات المعصم الشعاعية إلى الوتر الزندي الباسط للمساعدة في تثبيت المعصم في وضع مستقيم. إذا كان الإبهام أو المفصل الرسغي الخاص به غائبًا، فيمكن أن يتبع المركزية التلميع. بعد العملية الجراحية، يجب ارتداء جبيرة طويلة الذراع لمدة 6 إلى 8 أسابيع على الأقل. غالبًا ما يتم ارتداء جبيرة قابلة للإزالة لفترة طويلة من الزمن.
التزوي الشعاعي لليد يمكن المرضى الذين يعانون من تيبس المرفقين من إيصال التغذية إلى أفواههم؛ ولذلك فإن العلاج هو بطلان في حالات تمديد انكماش الكوع. تتمثل مخاطر المركزية في أن الإجراء قد يتسبب في إصابة الفسحة الزندية، ما يؤدي إلى توقف المشاشية المبكر في عظم الزند، وبالتالي يؤدي إلى وجود ساعد أقصر. ذكرت أن النمو الزندي بعد التمركز يصل من 48٪ إلى 58٪ من الطول الزندي الطبيعي، بينما يصل نمو الزندي في المرضى غير المعالجين إلى 64٪ من الطول الطبيعي للزند. تشير العديد من المراجعات إلى أن المركزية يمكنها فقط تصحيح الانحراف الشعاعي للمعصم جزئيًا وأن الدراسات مع المتابعة على المدى الطويل تظهر انتكاس الانحراف الشعاعي.